# Spartan (film)
Pour les articles homonymes, voir Spartan.
Pour plus de détails, voir Fiche technique et Distribution.
Spartan est un film d'espionnage germano-américain écrit et réalisé par David Mamet et sorti en 2004.

## Synopsis
Scott est un espion chargé d'un dossier très spécial : faire libérer Laura Newton, la fille du président des États-Unis, qui a été enlevée. La cellule spéciale (constituée des meilleurs espions) mise en place pour retrouver sa trace ne comprend pas pourquoi les ravisseurs ne demandent aucune rançon. En effet, les ravisseurs ne savent pas qu’ils ont enlevé la fille du président des États-Unis. La seule raison de cet enlèvement est basée sur un critère : le physique. Jeune, jolie, blonde, cette personne a été enlevée pour être vendue dans un pays du Moyen-Orient et enfermée dans une maison close.
Bien que les médias aient annoncé la mort de la fille du président, l'espion n'y croit pas une seconde et décide de poursuivre les investigations avec deux nouvelles recrues. Ils arrivent enfin à localiser les traces de la victime.
C'est donc à trois qu'ils décident de traverser l'Atlantique et de se retrouver au Moyen-Orient, mais avant de partir, Scott, prévoyant et surtout ne comptant que sur lui par manque de confiance, prépare méticuleusement, et dans les moindres détails, un possible retour avec la jeune femme et ses deux autres acolytes.
C’est une fois sur place que Scott s'aperçoit que ce prétendu enlèvement a été orchestré par les États-Unis afin que Laura ne dévoile pas la vie controversée du président.

## Fiche technique
- Titre original et français : Spartan
- Réalisation et scénario : David Mamet
- Musique : Mark Isham
- Photographie : Juan Ruiz Anchía
- Montage : Barbara Tulliver
- Production : David Bergstein, Moshe Diamant, Art Linson et Elie Samaha
- Société(s) de distribution : Warner Bros.
- Pays de production :  États-Unis,  Allemagne
- Langue originale : anglais
- Genre : Action, espionnage, drame, thriller
- Durée : 106 minutes
- Dates de sortie : 
  - États-Unis : 12 mars 2004
  - France : 15 juin 2004 (DVD)

## Distribution
- Val Kilmer (VF : Emmanuel Jacomy) : l'agent John / Robert Scott
- Derek Luke (VF : Diouc Koma)[1] : l'agent Curtis
- Tia Texada (VF : Julie Dumas) : le sergent Jacqueline Black
- Kristen Bell (VF : Marie Tirmont) : Laura Newton, la fille du président
- Lionel Mark Smith (VF : Lionel Henry) : le colonel Blane
- Johnny Messner (VF : Arnaud Arbessier) : l'agent Grace
- Ed O'Neill (VF : François Siener) : Robert Burch
- William H. Macy (VF : Yves Beneyton) : Stoddard
- Saïd Taghmaoui : Tariq Asani
- Clark Gregg (VF : Bruno Choël) : l'agent Miller
- Natalia Nogulich : Nadya Tellich
- Moshe Ivgy : Avi
- Vincent Guastaferro (VF : Pierre-François Pistorio)[2] : Naylor
- Steven Culp (VF : Nessym Guetat)[2] : Gaines
- Kick Gurry (VF : Bertrand Liebert) : Jones
- Geoff Pierson : Pearce
- Aaron Stanford (VF : Fabrice Josso) : Michael Blake
- Andrew Davoli (VF : Damien Boisseau) : Jerry Zimmer
- Robert Bella (VF : Cédric Dumond) : Davio
- Matt Malloy (VF : Pierre-François Pistorio) : M. Reese
- Bob Jennings (VF : Boris Rehlinger) : l'assistant de Grace
- J. J. Johnston (VF : Sylvain Lemarié) : le manager du night club
- Mark Pellegrino (VF : Cédric Dumond) : le prisonnier

 Source et légende : version française (VF) sur RS Doublage et Voxofilm